# Fuenteheridos

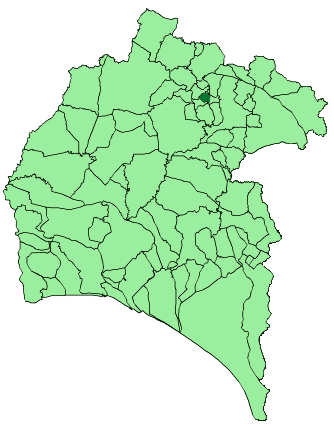
Localização de Fuenteheridos

Fuenteheridos é um município da Espanha na província de Huelva, comunidade autónoma da Andaluzia, de área 11 km² com população de 658 habitantes (2007) e densidade populacional de 59,89 hab/km².

## Demografia
| Variação demográfica do município entre 1991 e 2004 | Variação demográfica do município entre 1991 e 2004 | Variação demográfica do município entre 1991 e 2004 | Variação demográfica do município entre 1991 e 2004 |
| --------------------------------------------------- | --------------------------------------------------- | --------------------------------------------------- | --------------------------------------------------- |
| 1991                                                | 1996                                                | 2001                                                | 2004                                                |
| 650                                                 | 676                                                 | 641                                                 | 654                                                 |